# Wheeling Nailers
Wheeling Nailers är ett amerikanskt professionellt ishockeylag som spelar i den nordamerikanska ishockeyligan ECHL sedan 1992, dock de fyra första åren som Wheeling Thunderbirds. Laget har sitt ursprung från 1981 när Carolina Thunderbirds grundades i Winston-Salem i North Carolina. 1988 blev de medlemmar i den nystartade ishockeyligan East Coast Hockey League (ECHL). Året efter bytte man namn till Winston-Salem Thunderbirds. 1992 flyttades laget till Wheeling i West Virginia för att vara Wheeling Thunderbirds. Fyra år senare bytte laget namn till det nuvarande.
De spelar sina hemmamatcher i inomhusarenan Wesbanco Arena, som har en publikkapacitet på 5 406 åskådare vid ishockeyarrangemang. Nailers är samarbetspartner med Pittsburgh Penguins i National Hockey League (NHL) och Wilkes-Barre/Scranton Penguins i American Hockey League (AHL). De har inte vunnit någon av Riley Cup/Kelly Cup, som var/är trofén till det lag som vinner ECHL:s slutspel.
Spelare som har spelat för dem är bland andra David Aebischer, Paul Bissonnette, Francis Bouillon, Daniel Carcillo, Mike Condon, Scott Darling, Zenon Konopka, Tom Kühnhackl, Mark Letestu, Carter Rowney, Tomáš Vokoun och Tim Wallace.